# 1912 (musikalbum av ReinXeed)
1912 är det svenska power metal-bandet ReinXeeds (sedermera Majestica) fjärde studioalbum. Det släpptes först i Japan i maj 2011 på Seven Seas och månaden efter i Europa på Liljegren Records (tidigare Rivel Records).
Det är en konceptskiva som behandlar oceanångaren RMS Titanics förlisning i norra Atlanten nästan hundra år tidigare. Berättelsen hämtar också inspiration från filmen med samma namn från 1997.
Den japanska utgåvan innehåller ett antal bonusspår, däribland en cover på Iron Maidens "Aces High", samt "Pray for Japan", som spelades in till förmån för offren för jordbävningskatastrofen vid Tōhoku i mars 2011. På låten, som ursprungligen spelades in av Golden Resurrection, gästsjunger Christian Liljegren från Narnia.
Skivan resulterade i två musikvideor: "Terror Has Begun" och "We Must Go Faster".

## Låtlista
1. "1912" – 6:12
2. "The Final Hour" – 4:20
3. "Terror Has Begun" – 4:45
4. "Spirit Lives On" – 7:05
5. "Through the Fire" – 3:58
6. "The Fall of Man" – 5:56
7. "The Voyage" – 4:59
8. "We Must Go Faster" – 3:19
9. "Challenge the Storm" – 6:21
10. "Reach for the Sky" – 3:48
11. "Farewell" – 5:13
12. "Lost at Sea" (instrumental) – 1:28

Bonusspår på japanska utgåvan
1. "ReinXeed Alliance" – 4:55
2. "Aces High" – 4:02
3. "Pray for Japan" – 4:29

## Medverkande
Musiker
- Tommy Johansson – sång, gitarr, keyboard
- Mattias Johansson – gitarr, bakgrundssång
- Calle Sundberg – gitarr, bakgrundssång
- Nic Svensson – basgitarr
- Björn Edlund – trummor, bakgrundssång

Bidragande musiker
- Kim Arvidsson – bakgrundssång, gitarrsolo

Produktion
- Christian Liljegren – producent
- Micke Lind – mastering
- Markus Sigfridsson – omslagskonst
- Jens Fridesjö – foto